# Emperadriu Bian (Cao Huan)
En aquest nom xinès, el cognom és Bian.
Emperadriu Bian, nom personal desconegut, en va ser una emperadriu de Cao Wei durant el període dels Tres Regnes de la història xinesa. Ella es va casar amb Cao Huan (l'Emperador Yuan), el cinquè i últim emperador de Cao Wei. Va ser neta de Bian Bing (卞秉), un cunyat del besavi de Cao Mao, Cao Cao, i un germà de l'Emperadriu Vídua Bian.
Cao Huan es va casar am l'Emperadriu Bian en el 263, quan ell tenia 17. L'edat d'ella era desconeguda. No hi va haver més registres sobre les seves activitats, ja que el seu marit es trobava sota l'estricte control de Sima Zhao. Tampoc hi ha cap registre de les seves activitats després que el seu marit va abdicar en favor del fill de Sima Zhao, Sima Yan, posant fi a Cao Wei i establint la Dinastia Jin, encara que se suposa, que com el seu marit va ser nomenat el Príncep de Chenliu, ella es va convertir en la Princesa de Chenliu. També suposadament se li va concedir un títol pòstum imperial després de la seva mort (igual que al seu marit), però no hi ha cap registre de quin nom a títol pòstum va ser.